# Siebenundneunzig
Die Siebenundneunzig (97) ist die ungerade natürliche Zahl zwischen 96 und 98.

## Mathematik
97 ist:
- die 25. Primzahl und größte zweistellige Primzahl im Dezimalsystem.[1]
- eine Mirpzahl, da 79 ebenfalls prim ist.[2]
- eine Prothsche Primzahl[3]: {\displaystyle 3\cdot 2^{5}+1=97}.
- eine Fröhliche Primzahl[4]: {\displaystyle 97\rightarrow 9^{2}+7^{2}=130\rightarrow 1^{2}+3^{2}+0^{2}=10\rightarrow 1^{2}+0^{2}=1}.
- die Summe zweier Quadratzahlen[5]: {\displaystyle 4^{2}+9^{2}=97}.
- eine pythagoreische Primzahl[6]: {\displaystyle 4\cdot 24+1=97} und somit die Hypotenuse eines primitiven pythagoreischen Tripels[7]: {\displaystyle 65^{2}+72^{2}=97^{2}}.

## Chemie
- 97 ist die Ordnungszahl von Berkelium.